# Chiesa cattolica nelle Isole Marshall
La Chiesa cattolica nelle Isole Marshall è parte della Chiesa cattolica in comunione con il vescovo di Roma, il Papa.

## Storia
Nel luglio del 1844 la Santa Sede aveva creato la prefettura apostolica di Micronesia che comprendeva un immenso territorio marittimo: le isole Caroline, le isole Marshall, le isole Gilbert e le isole Ellice. La vastità del campo di missione ed il numero ridotto dei missionari impedì un lavoro proficuo. Fu infatti solo nell'ottobre del 1891 che i primi missionari del Sacro Cuore di Gesù sbarcarono a Jaluit, mettendo per la prima volta piede nel territorio dell'odierno stato insulare: erano i sacerdoti Bontemps Edouard e Conrad Weber. Questo primo contatto durò poco, e fu solo a partire dal 1898 che le autorità tedesche, che occupavano l'arcipelago, diedero il nulla osta per la fondazione di una missione cattolica nelle Isole Marshall.

## Organizzazione ecclesiastica
La Chiesa cattolica è presente nello stato insulare con la sola prefettura apostolica delle Isole Marshall, aggregata alla provincia ecclesiastica di Agaña. Il vicariato apostolico delle Isole Marshall era stato eretto il 20 settembre 1905, ma venne soppresso il 4 maggio 1923, quando fu unito al vicariato apostolico delle Isole Caroline e Marianne. Il 23 aprile 1993 papa Giovanni Paolo II eresse la prefettura apostolica delle Isole Marshall, in seguito alla divisione della diocesi delle Caroline-Marshall.
I cattolici presenti nell'arcipelago costituiscono all'incirca il 9% della popolazione totale.
Il prefetto apostolico è membro di diritto della Conferenza Episcopale del Pacifico.

## Nunziatura apostolica
La nunziatura apostolica delle Isole Marshall è stata istituita il 30 dicembre 1993 con il breve Ad plenius confirmandas di papa Giovanni Paolo II, separandola dalla delegazione apostolica nell'Oceano Pacifico. Sede del nunzio apostolico è Wellington, capitale della Nuova Zelanda.

### Nunzi apostolici
- Thomas Anthony White (30 dicembre 1993 - 27 aprile 1996 dimesso)
- Patrick Coveney (27 aprile 1996 - 25 gennaio 2005 nominato nunzio apostolico in Grecia)
- Charles Daniel Balvo (1º aprile 2005 - 17 gennaio 2013 nominato nunzio apostolico in Kenya e osservatore permanente della Santa Sede presso l'UNEP e l'UN-HABITAT)
- Martin Krebs (3 maggio 2014 - 16 giugno 2018 nominato nunzio apostolico in Uruguay)
- Novatus Rugambwa (30 novembre 2019 - 27 luglio 2024 dimesso)
- Gábor Pintér, dal 12 aprile 2025